# Parámetro de liberación de calor
En combustión, el parámetro de liberación de calor, o parámetro de expansión del gas es un parámetro adimensional que mide la cantidad de calor liberado por un proceso de combustión adiabática.  Se define como
{\displaystyle q={\frac {T_{ad}-T_{u}}{T_{u}}}}
donde
- {\displaystyle T_{ad}} es la temperatura de llama adiabática
- {\displaystyle T_{u}} es la temperatura de la mezcla sin quemar.

En un proceso de combustión típico, {\displaystyle q\approx 2-7}. Para la combustión isobárica, utilizando la ley de los gases ideales, el parámetro puede expresarse en términos de densidad, es decir,
{\displaystyle q={\frac {T_{ad}-T_{u}}{T_{u}}}={\frac {\rho _{u}-\rho _{ad}}{\rho _{u}}}.}
La relación entre la temperatura del gas quemado y la del gas sin quemar es
{\displaystyle {\frac {T_{ad}}{T_{u}}}=1+q.}

## Relación de expansión del gas
La relación de expansión del gas se define simplemente por
{\displaystyle r={\frac {\rho _{u}}{\rho _{b}}}}
que está relacionado con {\displaystyle \alpha } por {\displaystyle r=1+q.}